# Chiesa di San Giovanni Battista (Casarza Ligure)
La chiesa di San Giovanni Battista è un luogo di culto cattolico situato nella frazione di Candiasco, in via San Giovanni, nel comune di Casarza Ligure nella città metropolitana di Genova.

## Storia

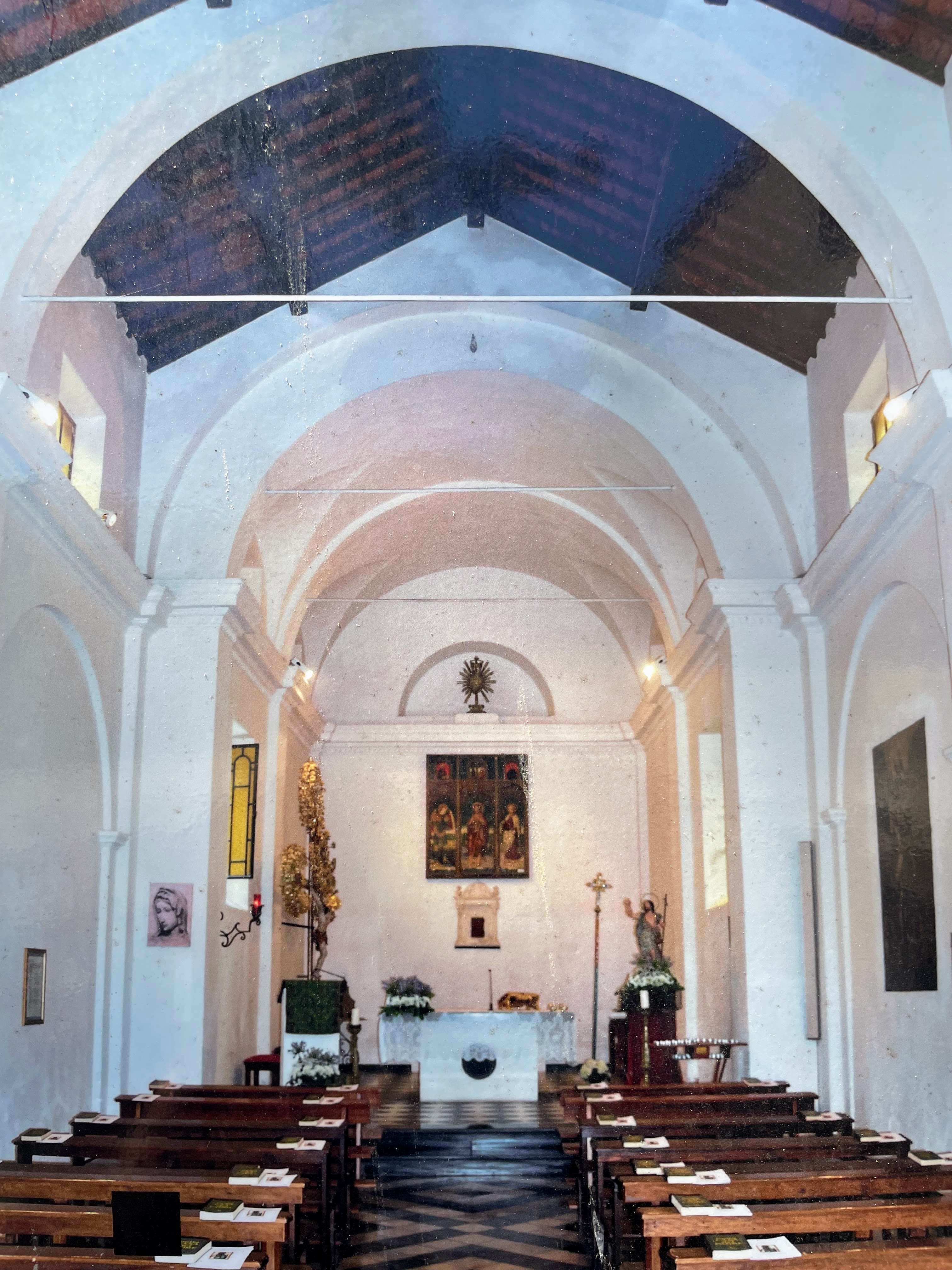
L'interno della chiesa

L'edificio viene citato per la prima volta in un documento del 1100. Secondo un testamento del 1268 di un certo Giovanni, figlio di Ugone de Camezzana - parente dei conti Fieschi di Lavagna - si è potuto apprendere che lo stabile era già in stato decadente a causa della sua antichità; lo stesso Giovanni donò alla chiesa la somma di cinque lire per la sua riedificazione e conservazione.
Lo stile architettonico dell'edificio ricalca lo stile romanico nonostante abbia subito diversi rifacimenti nei secoli successivi. Dello stesso stile architettonico è il campanile, già antica torre di avvistamento eretta sulla collina di Candiasco tra il VII e VIII secolo.

## Descrizione
All'interno, dietro l'altare maggiore è collocato il trittico del 1498 di Giovanni Barbagelata, raffigurante san Giovanni Battista con san Michele Arcangelo e san Pietro. La tela è però una copia, l'opera originale è conservata presso la chiesa parrocchiale di San Michele nel presbiterio. Sempre all'interno è visibile inoltre il restaurato dipinto ritraente l'Angelo custode.